# Ava (poetka)
Ava, także: Frau Ava, Ava z Göttweig, Ava z Melku (ur. 1060, zm. 7 lutego 1127 w Austrii) – pierwsza znana z imienia niemieckojęzyczna poetka.

## Życiorys
Ze względu na małą liczbę źródeł, mamy niewiele informacji na temat życia osobistego Avy. Wiadomo, że była mężatką i miała dwóch synów (prawdopodobne imiona: Hartmann i Heinrich), których przywołuje w posłowiu do jednego z poematów. Jedno z dzieci zmarło za życia poetki. Powszechnie identyfikuje się jej osobę z być może inną Avą – poszlaką jest data śmierci zapisana w księgach różnych klasztorów na terenie Austrii. Prawdopodobnie po śmierci męża Ava zamieszkała albo na terenie opactwa benedyktynów w Göttweig, w pobliżu Krems, albo w opactwie benedyktynów w Melku.

## Twórczość
Jako poetka tworzyła m.in. proste rymowane kuplety, których nieliteracki, dialektowy język pozwalał mniej wykształconym ludziom przyswoić treści biblijne. Jednak najbardziej znana jest jako autorka pięciu wierszy koncentrujących się na tematyce chrześcijańskiej (zbawienie i powtórne przyjście Chrystusa). Cztery z nich zostały odnalezione w tzw. Vorauer Sündenklage (powstał w 1150/60 r.), natomiast piąty wiersz odwołujący się do życia Jana Chrzciciela odnaleziono w XIV-wiecznym manuskrypcie znalezionym w Görlitz.
Badacze, analizując twórczość Avy, klasyfikują źródła z jakich mogła korzystać poetka na: wersje Biblii (najpewniej Wulgata) i ówczesne komentarze do Pisma Świętego; czytania słuchane w czasie roku liturgicznego; obrazy lub rzeźby itp.

### Najważniejsze utwory
- „Leben Jesu” [Życie Jezusa] – 209 zwrotek, 2 272 wersów
- „Die 7 Gaben des Heiligen Geistes” [7 darów Ducha Świętego] – 12 zwrotek,146 wersów
- „Antichrist” [Antychryst] – 12 zwrotek, 118 wersów
- „Das Jüngste Gericht” [Sąd Ostateczny] – 35 zwrotek, 406 wersów
- „Johannes” [Jan] – 30 zwrotek, 446 wersów[2]

## Frau Ava Literaturpreis
Nagroda Literacka im. Pani Avy (niem. Frau Ava Literaturpreis) została ustanowiona w 2001 roku, a pierwszy raz przyznana dwa lata później. Co dwa lata jury honoruje inną niemieckojęzyczną autorkę książek.

### Laureatki
- 2003 – Irma Krauß za Der Verdiener
- 2005 – Elisabeth Ebenberger za Reigen unseliger Geister
- 2007 – Karin Bruder za Servus
- 2009 – Mariana Haponenko (Мар'я́на Гапо́ненко, Marjana Gaponenko) za rosa canina
- 2011 – Ruth Johanna Benrath za Wimpern aus Gras
- 2013 – Corinna Antelmann za Maja hasst Bienen
- 2015 – Ursula Wiegele
- 2017 – Katharina Bendixen